# George Parker (atleet)
George Parker (Leichhardt, 19 november 1897 - Five Dock, 18 juni 1974) was een Australisch atleet. Hij nam deel aan de Olympische Zomerspelen van 1920 in Antwerpen en was de vlaggendrager van zijn land tijdens de openingsceremonie.

## Biografie
George Parker was een van de Australische deelnemers aan de Olympische Zomerspelen van 1920. Tijdens de openingsceremonie op 14 augustus 1920 was hij de vlaggendrager van Australië.
Binnen de discipline van de atletiek op deze Spelen nam hij deel aan het onderdeel van het snelwandelen. Hij was de enige Australische deelnemer op dit onderdeel. In deze competitie behaalde hij op 21 augustus 1920 de zilveren medaille op de 3.000 meter, na de Italiaan Ugo Frigerio. Parker wist zich ook te kwalificeren voor de finale van de 10.000 m, maar kwam niet aan.
In 1920, 1922 en 1926 was hij tevens Australisch nationaal kampioen op de 1 mijl en de 3 mijl.

### Olympische Zomerspelen
| Jaar | Plaats    | Resultaten                |
| ---- | --------- | ------------------------- |
| 1920 | Antwerpen | 3.000 m snelwandelen      |
| 1920 | Antwerpen | DNF 10.000 m snelwandelen |